# Luceria emarginata
Luceria emarginata är en fjärilsart som beskrevs av Fletcher 1961. Luceria emarginata ingår i släktet Luceria och familjen nattflyn. Inga underarter finns listade i Catalogue of Life.